# 新居浜警察署
新居浜警察署（にいはまけいさつしょ）は、愛媛県警察が管轄する警察署の一つである。
2017年現在、老朽化・狭隘化のため庁舎建て替え計画が進行中である。

## 所在地
- 愛媛県新居浜市久保田町三丁目9番8号

## 管轄区域
- 新居浜市（愛媛県四国中央警察署及び愛媛県西条警察署の管轄区域を除く）
- 今治市のうち宮窪町四阪島

## 内部組織
- 警務課 - 警務係、被害者支援係、警察相談係
- 会計課 - 会計係
- 留置管理課 - 留置係
- 生活安全課 - 生活安全係、申請許可係、少年係、警察相談係
- 地域課 - 地域係、通信指令係、地域指導係、自動車警ら係、地域特捜係
- 刑事課 - 指導係、強行犯係、性犯罪捜査係、盗犯係、知能犯係、組織犯係、鑑識係
- 交通課 - 指導係、交通係、交通機動係
- 警備課 - 警備係

## 交番
（ ）の中は所在地
- 中央交番（新居浜市徳常町3-22）
- 前田交番（新居浜市前田町4-13）
- 新居浜駅前交番（新居浜市坂井町2丁目4-61）
- 高津交番（新居浜市高津町12-28）
- 角野交番（新居浜市土橋1丁目7-23）

## 駐在所
（ ）の中は所在地
- 多喜浜駐在所（新居浜市多喜浜5丁目5-68）
- 郷駐在所（新居浜市神郷1丁目2-1）
- 山根駐在所（新居浜市西蓮寺町2丁目6-25）
- 船木駐在所（新居浜市船木4341-2）
- 大生院駐在所（新居浜市大生院1022-1）

## 警察官連絡所
（ ）の中は所在地
- 多喜浜駅前警察官連絡所（新居浜市又野1丁目5-2）
- 垣生警察官連絡所（新居浜市垣生4丁目7-6）